# Bilobata
Bilobata là một chi bướm đêm thuộc họ Gelechiidae.